# Benedek Péter
Benedek Péter (Uszód, 1889. június 29. – Budapest, 1984. december 25.) magyar autodidakta festő.

## Életútja
Előbb földművesként dolgozott, aztán az első világháború idején egy budapesti hadiüzemben gyári munkás volt. Bálint Jenő fedezte fel, aki pártfogásába is vette. 1923-ban ő rendezte meg első kiállítását az Alkotás Művészházban, melyet a művésztársadalom és a kritika is elismeréssel fogadott. Az 1930-as évek végétől művei kizárólag aukciós kiállításokon szerepeltek. Az 1940-es és 1950-es években feledésbe ment, ezután újfent napszámosi munkát vállalt. Előbb szülőfalujában, Uszódon, majd Kalocsán, 1949-től pedig Cegléden élt. Az 1960-as években újra népszerűvé vált, 1964-ben gyűjteményes kiállítása volt Cegléden. Uszódon emlékházat rendeztek be neki. Képeinek témája a falusi élet; művei leginkább életképek, csendéletek és portrék.

## Díjak, elismerések
- 1970: a Népművészet Mestere
- 1974: a Munka Érdemrend arany fokozata

## Egyéni kiállítások
- 1923 • Alkotás Művészház
- 1928 • Nemzeti Szalon, Budapest
- 1929 • Künstlerhaus, Bécs • Műteremkiállítás, Budapest
- 1964 • Kossuth Múzeum, Cegléd
- 1970 • Általános iskola, Uszód
- 1974 • Kossuth Múzeum, Cegléd
- 1978 • állandó kiállítás, Kossuth Múzeum, Cegléd
- 1984 • Megyei Művelődési és Ifjúsági Központ, Szolnok.

## Válogatott csoportos kiállítások
- 1934, 1938 • Őstehetségek kiállítása, Nemzeti Szalon, Budapest
- 1967 • Magyar naiv művészet, Szent István Király Múzeum, Székesfehérvár
- 1972 • Magyar naiv művészet a XX. században, Magyar Nemzeti Galéria, Budapest.

## Művek közgyűjteményekben
- Déri Múzeum, Debrecen
- Janus Pannonius Múzeum: Modern Magyar Képtár, Pécs
- Kossuth Múzeum, Cegléd
- Kecskeméti Katona József Múzeum: Magyar naiv művészek gyűjteménye, Bánó-ház